# Єгорова Тетяна Володимирівна (футболістка)
Тетяна Володимирівна Єгорова (рос. Татьяна Владимировна Егорова; нар. 10 березня 1970, Троїцьк, Челябінська область, РРФСР — пом. 29 липня 2012, Москва, Росія) — радянська та російська футболістка, виступала на позиції півзахисниці. Багаторічний капітан збірної Росії. Понад 12 сезонів виступала за ЦСК ВВС, провівши 157 матчів у чемпіонатах Росії забивши 37 м'ячів.

## Клубна кар'єра
У дитинстві захоплювалася легкою атлетикою. Вихованка карагандинської інститутської футбольної команди «Олімп». Виступала в чемпіонатах Росії за клуби ЦСК ВПС (Самара), «Лада» (Тольятті) і «Росіянка» (Красноармійськ). П'ятиразова чемпіонка Росії, триразова володарка Кубку Росії. Російські футболістки Кулістан Боташева, Ірина Григор'єва і Тетяна Єгорова виступали за німецьку команду «Турбіне» (з січня по травень у 1994-1996 рік). Чемпіонат у Німеччині проводився за системою «осінь-весна», а в інші місяці дівчата виступали за самарські ЦСК ВПС. «Турбіне» на той час виступала в регіональній лізі і дівчата запрошені в єдину сильну команду НДР для того, щоб пробитися в Бундеслігу. А по завершенні чемпіонату Росія 2004 року взяла участь і в двох іграх 1/4 фіналу Кубка чемпіонів за «Енергію» (Воронеж) проти «Турбіне» з Потсдама.

## Кар'єра в збірній
У складі збірної виступала на чемпіонатах світу 1999 і 2003 років, а також на чемпіонатах Європи 1997 і 2001 років. Тривалий час була капітаном команди.
| Матчі Тетяни Єгорової на міжнародних турнірах | Матчі Тетяни Єгорової на міжнародних турнірах | Матчі Тетяни Єгорової на міжнародних турнірах | Матчі Тетяни Єгорової на міжнародних турнірах | Матчі Тетяни Єгорової на міжнародних турнірах | Матчі Тетяни Єгорової на міжнародних турнірах |
| №                                             | Дата                                          | Місце проведення                              | Суперник                                      | Рахунок                                       | Змагання                                      |
| --------------------------------------------- | --------------------------------------------- | --------------------------------------------- | --------------------------------------------- | --------------------------------------------- | --------------------------------------------- |
| 1                                             | 2 липня 1997                                  | Карлстад                                      | Франція                                       | 1:3                                           | ЧЄ-1997                                       |
| 2                                             | 5 липня 1997                                  | Карлскуга                                     | Іспанія                                       | 0:1                                           | ЧЄ-1997                                       |
| 3                                             | 20 червня 1999                                | Фоксборо                                      | Іспанія                                       | 1:2                                           | ЧС-1999                                       |
| 4                                             | 23 червня 1999                                | Портленд                                      | Японія                                        | 5:0                                           | ЧС-1999                                       |
| 5                                             | 26 червня 1999                                | Нью-Джерсі                                    | Канада                                        | 4:1                                           | ЧС-1999                                       |
| 6                                             | 30 червня 1999                                | Сан-Хосе                                      | КНР                                           | 0:2                                           | ЧС-1999                                       |
| 7                                             | 24 червня 2001                                | Єна                                           | Англія                                        | 1:1                                           | ЧЄ-2001                                       |
| 8                                             | 27 червня 2001                                | Ерфурт                                        | Німеччина                                     | 0:5                                           | ЧЄ-2001                                       |
| 9                                             | 30 червня 2001                                | Ерфурт                                        | Швеція                                        | 0:1                                           | ЧЄ-2001                                       |
| 10                                            | 21 вересня 2003                               | Карсон                                        | Австралія                                     | 2:1                                           | ЧС-2003                                       |
| 11                                            | 25 вересня 2003                               | Карсон                                        | Гана                                          | 3:0                                           | ЧС-2003                                       |
| 12                                            | 28 вересня 2003                               | Портленд                                      | КНР                                           | 0:1                                           | ЧС-2003                                       |
| 13                                            | 2 жовтня 2003                                 | Портленд                                      | Німеччина                                     | 1:7                                           | ЧС-2003                                       |

Загалом: 13 матчів; 4 перемоги, 1 нічия, 8 поразка.

## Кар'єра тренера
Після кар'єри гравця вступила до Вищої школи тренерів, закінчивши її в 2010 році. Очолила команду «Росіянка», з якої оформила «золотий дубль», завоювавши титул чемпіонки і власниці кубку Росії в 2010 році. У січні 2012 року поступилася свій пост Фаріду Бенстіті, головному тренеру збірної Росії.
29 липня 2012 року раптово померла на 43-му році життя від серцевої недостатності. Похована в Самарі.

## Досягнення

### Командні
Як гравчині
- Чемпіонат Росії
  -  Чемпіон (5): 1993, 1994, 1996, 2005, 2006
  -  Срібний призер (4): 1992, 1995, 1997, 1998
  -  Бронзовий призер (2): 1999, 2000

- Кубок Росії
  -  Володар (3): 1994, 2005, 2006
  -  Фіналіст (2): 1995, 1996

Як тренера
- Чемпіонат Росії
  -  Чемпіон (1): 2010

- Кубок Росії
  -  Володар (1): 2010

### Особисті
- Перша тренерка, яка виграла чемпіонат Росії
- У списку «33 найкращих футболісток країни» (13): 1992[6], 1993[7], 1994[8], 1995[9], 1996[10], 1999[11], 2000[12], 2001[13], 2002[14], 2003[15], 2004[16], 2005[17], 2006[18]